# Liangshan Yuanguan
Liangshan Yuanguan (chiń. 梁山緣觀, pinyin Liángshān Yuánguān; kor. 량산연관 Lyangsan Yŏngwan; jap. Ryōzan Enkan; wiet. Lương Sơn Duyên Quan; ur. X wiek) – chiński mistrz chan ze szkoły caodong.

## Życiorys
Był uczniem mistrza chan Tong’ana Guanzhi.
Mnich spytał mistrza chan Liangshana Yuanguana: „Jaki jest styl domu mistrza?”
Liangshan powiedział: „Prąd w rzece Yiyang jest szybki, a ryby poruszają się powoli. Sosny na górze Białego Jelenia są wysokie, a ptaki z trudnością zakładają swoje gniazda.”
Mich spytał: „Co to jest ‘ja’?”
Liangshan powiedział: „Cesarz wszechświata. Generał, który dowodzi strategicznym przejściem.”
Mnich spytał znowu: „Kiedy ten stan jest urzeczywistniony, to wtedy co?”
Liangshan powiedział: „Jasny księżyc na niebie. Siedzenie cicho w czyimś pokoju.”

## Linia przekazu Dharmy zen
Pierwsza liczba oznacza liczbę pokoleń od Pierwszego Patriarchy chan w Indiach Mahakaśjapy.
Druga liczba oznacza liczbę pokoleń od Pierwszego Patriarchy chan w Chinach Bodhidharmy.
Trzecia liczba oznacza początek nowej linii przekazu w innym kraju.
- 34/7. Qingyuan Xingsi (660–740)
- 35/8. Shitou Xiqian (700–790) autor poematu Cantong qi
- 36/9. Yaoshan Weiyan (751–834) (także Yueshan)
- 37/10. Yunyan Tansheng (770–841)
- 38/11. Dongshan Liangjie (807–869) Szkoła caodong
  - 39/12. Yunju Daoying (zm. 902)
    - 40/13. Tong’an Daoying (Tong’an Daopi) (bd)
      - 41/14. Tong’an Guanzhi (bd)
        - 42/15. Liangshan Yuanguan (bd)
          - 43/16. Shimen Huiche? (bd) lub uczeń Shimena Xiana
          - 43/16. Dayang Jingxuan (943–1027) (także Jingyan)
            - 44/17. Fushan Fayuan[2] (991–1067) (także Yunjian)
              - 45/18. Touzi Yiqing (1032–1083)
                - 46/19. Furong Daokai (1043–1118)
                  - 47/20. Danxia Zichun (1064–1119)
                    - 48/21. Hongzhi Zhengjue (1091–1157) (także jako Tiantong), autor Congronglu
                    - 48/21. Zhenxie Qingliao (1089–1157)
                      - 49/22. Tiantong Zongjue (1091–1162)
                        - 50/23. Xuedou Zhijian (1105–1192)
                          - 51/24. Tiantong Rujing (1163–1228)
                            - 52/25. Wuwai Yiyuan
                            - 52/25/1. Dōgen Kigen (1200–1253) Japonia. Szkoła sōtō